# Patricia Janečková
Patricia Janečková (ur. 18 czerwca 1998 w Münchbergu, zm. 1 października 2023) – słowacka sopranistka, śpiewaczka operowa. Karierę rozpoczęła w wieku 9 lat, w Studium Operowym Teatru Antonína Dvořáka w Ostrawie. W wieku 10 lat po raz pierwszy zaśpiewała z orkiestrą symfoniczną – wygrała konkurs w Filharmonii im. Leoša Janáčka w Ostrawie. W 2010 roku została zwyciężczynią słowacko-czeskiego konkursu telewizyjnego Talentmania. W 2011 w Bratysławie miał miejsce jej pierwszy koncert solowy, zaśpiewała z orkiestrą Viva musica! pod batutą Oskara Rózsy. Wygrała Concorso Internazionale Musica Sacra w Rzymie, w wieku 16 lat. W 2016 roku zdobyła trzy nagrody na Międzynarodowym Konkursie Wokalnym im. Antonína Dvořáka w Karlovych Varach.
Na początku 2022 r. zdiagnozowano u niej nowotwór piersi. Pomimo pozytywnych skutków leczenia, które pozwoliło jej powrócić do występów w 2023 r., zmarła 1 października 2023 r. w wieku 25 lat.